# Pegomya hernandezi
Pegomya hernandezi este o specie de muște din genul Pegomya, familia Anthomyiidae, descrisă de Synder în anul 1957. Conform Catalogue of Life specia Pegomya hernandezi nu are subspecii cunoscute.